# Yoshihiro Nakamura
Yoshihiro Nakamura (中村義洋, Nakamura Yoshihiro) est un réalisateur et scénariste, connu pour le film d'horreur The Booth (Būsu),.

## Biographie
Yoshihiro Nakamura est né le 25 août 1970 dans la préfecture d'Ibaraki au Japon. Il a suivi les cours d'art et de littérature de l'université de Seijo. Il a commencé par le film 8 mm pendant ses études et en 1993 gagne le festival du film PIA pour Summer Rain Kitchen. Une fois diplômé, il travaille comme assistant réalisateur avec Yōichi Sai, Hideyuki Hirayama et Jūzō Itami. En 1999, il commence sa carrière de réalisateur avec le film Local News. En 2004 avec le scénariste Ken'ichi Suzuki et l'éditeur Tōru Hosokawa, il forme l'unité « Assembly of Little Pigeons ». En 2007 il gagne le prix Kaneto Shindō du réalisateur le plus prometteur par l'association des réalisateurs de films japonais. En 2010, il travaille comme narrateur sur la série It's True! Cursed Films.

## Filmographie

### Cinéma
- 2004 : Lizard Baby
- 2005 : @Babymail
- 2005 : Asoko no seki
- 2005 : The Booth (ブース, Būsu?)
- 2006 : Route 225 (ルート225, Rūto 225?)
- 2007 : The Foreign Duck, the Native Duck and God (アヒルと鴨のコインロッカー, Ahiru to kamo no koin rokkā?)
- 2008 : Jāji no futari (ジャージの二人?)
- 2009 : Fish Story (フィッシュストーリー, Fisshū Sutōrī?)
- 2010 : Golden Slumber
- 2010 : A Boy and His Samurai (ちょんまげぷりん, Chonmage purin?)
- 2013 : See You Tomorrow, Everyone (みなさん、さようなら, Mina-san, sayonara?)
- 2013 : Kiseki no ringo (奇跡のリンゴ?)
- 2014 : The Snow White Murder Case (白ゆき姫殺人事件, Shirayuki hime satsujin jiken?)
- 2015 : Yokokuhan (予告犯?)
- 2015 : Zan'e: Sunde wa ikenai heya (残穢 -住んではいけない部屋-?)
- 2016 : Tono, risoku de gozaru! (殿、利息でござる!?)
- 2017 : Shinobi no kuni (忍びの国?)
- 2019 : Kessan! Chūshingura (決算! 忠臣蔵?)

### Télévision
- 2004 : Dark Tales of Japan, épisode Kumo onna

## Distinctions
Sauf indication contraire, les informations mentionnées dans cette section peuvent être confirmées par la base de données cinématographiques IMDb,  présente dans la section « Liens externes ».

### Récompenses
- 2008 : Soleil d'or au Festival du cinéma japonais contemporain Kinotayo pour The Foreign Duck, the Native Duck and God[3]
- 2009 : prix H.R. Giger « Narcisse » du meilleur film et prix de la jeunesse Denis-de-Rougemont pour Fish Story au festival international du film fantastique de Neuchâtel[4]

### Sélection
- 2015 : en compétition pour le grand prix avec Zan'e: Sunde wa ikenai heya au festival international du film de Tokyo